# Кіровський район (Перм)

Кіровський район

Кіровський район (рос. Кировский район) — один з семи районів Пермі (Росія). На 01.01.2010 населення району становило 118 500 чоловік (в тому числі 18 162 дітей).

## Історія
18 січня 1941 року вийшов Указ Президіуму Верховної Ради РРФСР про утворення Кіровського району в місті Молотові. Район названий на
честь Кірова Сергія Мироновича, революціонера і політичного діяча СРСР.
В районі жили п'ять Героїв Радянського Союзу, це — Лядов, Танцоров, Худанін, Федосєєв, Пономарев.
Найчастіше жителями Пермі прийнято називати весь Кіровський район — Закамським, однак це лише його центральна частина.

## Географія
Район повністю розташований на правому березі Пермі. Загальна площа району — 156 км².
Кіровський район налічує 163 вулиці, загальна протяжність, яких становить 185 кілометрів. Головна вулиця району носить ім'я двічі героя Радянського Союзу Маршала Рибалко Павла Семеновича. В районі багато пам'ятників, меморіальних плит, композицій та архітектурних пам'ятників. У Кіровському районі є лижні бази, стадіони, парки, сквери. Улюбленим місцем відпочинку для жителів не тільки Кіровського району, а також інших районів міста — Центральний Парк культури та відпочинку. Також розвинута розважальна інфраструктура, це клуби, кафе, палаци культури, а також пляж. Зимою на центральній площі колишнього кінотеатру «Екран», ставиться ялинка. Район зручний для проживання з дітьми: відносно низький автомобільний рух, достатння кількість шкіл та дитячих садочків, клубів. Район розташований на правому березі Ками.

## Мікрорайони
- Водники;
- Закамськ;
- Крим;
- Жовтневий;
- Кіровський;
- Налимаха;
- Нижня Кур'я.

## Сайти
- Сайт Кіровського району [Архівовано 25 листопада 2012 у Wayback Machine.] (рос.)
- Форум Кіровського району (рос.)

| Росія | Це незавершена стаття з географії Росії. Ви можете допомогти проєкту, виправивши або дописавши її. |

1. ↑  https://rosstat.gov.ru/compendium/document/13282 — Росстат, 2023.